# Rue du Ponceau
La rue du Ponceau est une voie du 2e arrondissement de Paris, en France.

## Situation et accès
La rue du Ponceau, d'une longueur de 58 mètres et de 11 mètres de largeur, est située dans le 2e arrondissement, quartier Bonne-Nouvelle, et commence au 33, rue de Palestro et finit au 188, rue Saint-Denis.
Le quartier est desservi par les lignes 3 et 4 à la station Réaumur - Sébastopol.

## Origine du nom
Ce nom lui vient d'un petit pont, un « ponceau » ou « poncel », qui existait sur un égout qui fut couvert en 1605, près de la rue Saint-Denis.

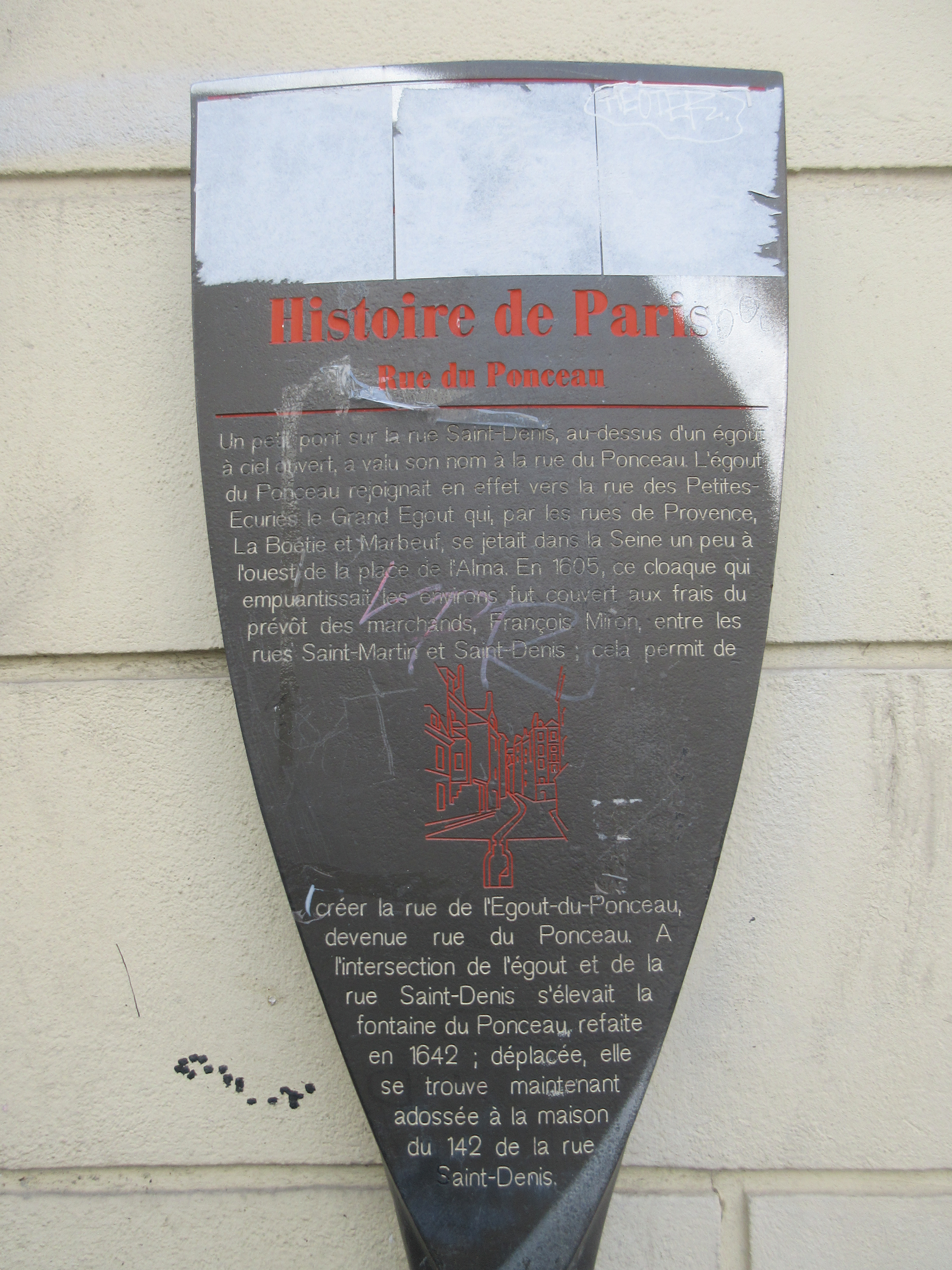
Panneau Histoire de Paris
« Rue du Ponceau »

## Historique
En 1331, on fait état de maisons bâties sur le poncel. En 1413, ce petit pont s'appelle « ponceau Saint-Denis auprès des Nonnains ».
La rue est établie sur un tronçon d'égout couvert en 1605 par François Miron, prévôt des marchands de Paris qui faisait partie d'un ensemble d' égouts traversant la partie la plus dense de Paris en partant de la rue Saint-Antoine. Cet égout coulait à l'emplacement de la rue de Turenne, en longeait l'enclos du Temple, croisait la rue du Temple, suivait la rue Notre-Dame-de-Nazareth, traversait la rue Saint-Martin puis suivait les rues du Ponceau, Saint-Sauveur, Ben-Aïad et  Mandar puis remontait la rue Montmartre, la rue du Faubourg-Montmartre jusqu'à la rue de Provence où il venait se jeter dans le Grand Égout,.
À l’ouverture de la voie, deux bourgeois et un gentilhomme de la rue Saint-Denis, craignant la dépréciation de leur immeuble, ameutent les habitants du quartier et tuent des maçons qui effectuaient les travaux. Le Prévôt les fait arrêter et pendre.

Dans un manuscrit de 1636, la partie de la rue située du côté de la rue Saint-Martin est citée sous le nom « rue des Égouts »  et sous celui de « rue du Ponceau » pour la partie située du côté de la rue Saint-Denis.
Avant l'ouverture du boulevard de Sébastopol, en 1854, cette rue reliait la rue Saint-Martin et la rue Saint-Denis après un double coude à angle droit.

L'égout et le ponceau
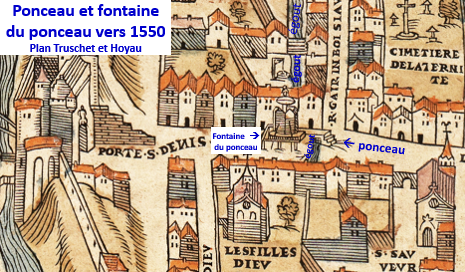
Ponceau de la rue St-Denis
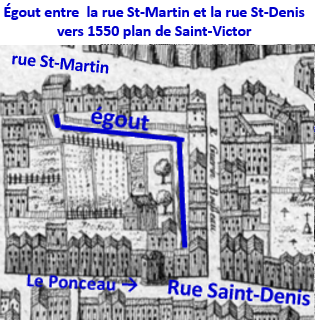
Égout du ponceau sur plan de St-Victor de 1550

Après la couverture de l'égout, avant les aménagements du Second-Empire
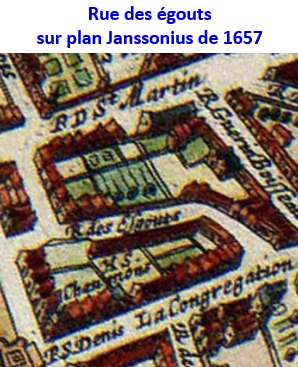
Rue des égouts sur plan Janssonius de 1657
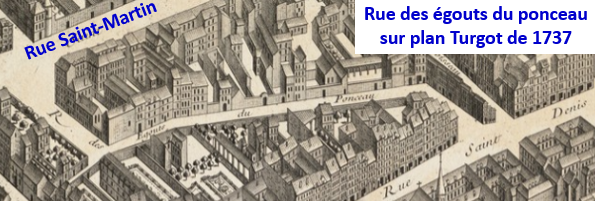
Rue des égouts du ponceau sur plan Turgot

Une décision ministérielle du 28 vendémiaire an XI (20 octobre 1802) signée Chaptal et une ordonnance royale du 21 juin 1826 fixent la largeur de cette voie publique à 11 mètres.
Au XIXe siècle, la rue du Ponceau, d'une longueur de 339 mètres, qui était située dans l'ancien 6e arrondissement, quartier de la Porte-Saint-Denis, commençait aux 287-289, rue Saint-Martin et finissait aux 322-324, rue Saint-Denis.

Les numéros de la rue étaient rouges. Le dernier numéro impair était le no 51 et le dernier numéro pair était le no 50.
Une grande partie de la rue est absorbée par le boulevard de Sébastopol ouvert en 1854, par la rue de Palestro, le square des Arts-et-Métiers et les aménagements environnants en 1858. Depuis cette époque, la rue est limitée à son tronçon est.
La rue du Ponceau fut un haut lieu de la prostitution à Paris jusqu'au début du XXIe siècle.

## Bâtiments remarquables et lieux de mémoire
- L'évêque de Montauban Roger Tort (1918-1975)[6] est mort, le 17 janvier 1975, d'un infarctus dans les couloirs d'un hôtel de passe[7],[8],[9],[10].
- Au no 18 était situé le passage Saint-Chaumond qui a été absorbé en 1854 par le boulevard de Sébastopol[4].
- La fontaine du Ponceau était située à l'angle de cette rue et de la rue Saint-Denis.

## Pour approfondir